# Signalisation routière de priorité

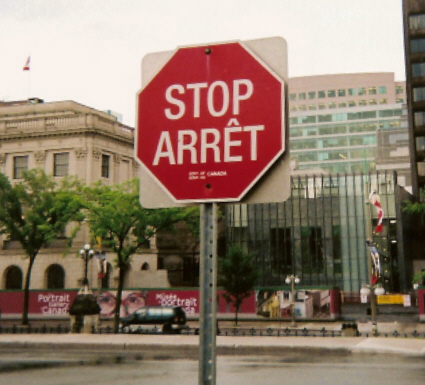
Panneau ARRÊT bilingue (anglais/français) à Ottawa.

La signalisation routière de priorité est l'ensemble des équipements de la voirie destinés à informer les usagers de la route des règles de priorité à certaines intersections ou au droit de passages étroits.

## Caractéristiques
Les dimensions des panneaux de signalisation doivent être telles que le signal soit facilement visible de loin et facilement compréhensible quand on s’en approche. Elles tiennent compte de la vitesse habituelle des véhicules.
Chaque pays définit sa réglementation concernant les dimensions de panneaux : en règle générale, une catégorie de dimensions correspond à un type de signal : petites, normales, grandes et très grandes dimensions. 
Les signaux de petites dimensions sont employés lorsque les conditions ne permettent pas l’emploi de signaux de dimensions normales ou lorsque la circulation ne peut se faire qu’à allure lente. Ils peuvent aussi être employés pour répéter un signal antérieur. Les signaux de grandes dimensions sont employés sur les routes de grande largeur à circulation rapide. Les signaux de très grandes dimensions sont employés sur les routes à circulation très rapide, notamment sur les autoroutes .

## «Cédez le passage»
Le signal « cédez le passage » indique aux conducteurs qu'ils doivent céder le passage aux véhicules circulant sur la route dont ils s’approchent. Ce signal doit être placé à proximité immédiate de l’intersection, autant que possible à l’aplomb de l’endroit où les véhicules doivent marquer l’arrêt ou que, pour céder le passage, ils ne doivent pas franchir.
 Dans la Convention de Vienne, il est codé B1 et a la forme d’un triangle équilatéral dont un côté est horizontal et dont le sommet opposé est en bas. Le fond est blanc ou jaune, la bordure est rouge. le panneau ne porte pas de symbole. La longueur d'un côté du signal de dimensions normales est d’environ 0,90 m, celui des signaux de petites dimensions ne doit pas être inférieur à 0,60 m.
 Aux États-Unis, le signal, codé R1.2, présente la même forme avec une bande rouge plus large, et porte le symbole Yield en lettre rouges en son centre.
 Au Royaume-Uni, le signal présente la même forme et porte le symbole Give way en lettres noires en son centre. Il est placé de préférence à une distance de 1,50 m de la ligne de cédez-le-passage, mais, selon la disposition des lieux, il peut être placé jusqu'à 12 m de cette ligne

## «Arrêt»
Le signal « arrêt » indique aux conducteurs qu'ils doivent marquer l’arrêt avant de s’engager dans l’intersection et céder le passage aux véhicules circulant sur la route dont ils s’approchent. Ces signaux peuvent être placés ailleurs qu’à une intersection lorsque les autorités compétentes le jugent nécessaire.
Comme pour le signal « Cédez-le-passage », le signal d’arrêt est placé à proximité immédiate de l’intersection, autant que possible  à l’aplomb de l’endroit où les véhicules doivent marquer l’arrêt ou que, pour céder le passage, ils ne doivent pas franchir.
Pour les signataires de la convention de Vienne (1968), le signal est codifié B2 et est représenté par deux modèles.

### Signal B2a
Le signal B2a est octogonal à fond rouge, avec une petite bordure blanche et il porte l'inscription « Stop » en blanc. La hauteur du symbole est au moins égale au tiers de la hauteur du panneau. La hauteur du signal B2a de dimensions normales est d’environ 0,90 m ; celle des signaux de petites dimensions ne doit pas être inférieure à 0,60 m.
La forme octogonale aurait été retenue pour rendre le signal perceptible même recouvert de neige et de boue. 
En 1993, les États signataires de la convention de Vienne ayant adopté le signal B2a pour les panneaux d'arrêt étaient les suivants : Autriche - Bahreïn - Biélorussie - Bulgarie - République centrafricaine - Chili - Côte d’Ivoire - Danemark - Estonie - Finlande - France - Grèce - Hongrie - Inde - Iran - Italie - Koweït - Lettonie - Lituanie - Luxembourg - Maroc - Norvège - Philippines - Pologne - Roumanie - Russie - Sénégal - Seychelles - Slovaquie - Suède - Suisse - République tchèque - Turkménistan - Ukraine -Yougoslavie - Zaïre. La France a d'abord adopté le signal circulaire B2b par arrêté du 22 juillet 1954, en référence au protocole de Genève de 1949 qu'elle avait ratifié. Ce signal est définitivement abandonné et remplacé par le signal octogonal B2a par circulaire du 30 juillet 1971. Appelé signal B5 en Belgique.

### Signal B2b
Le signal B2b est circulaire à fond blanc ou jaune avec bordure rouge. Il porte à l’intérieur le signal B1 sans inscription et, en outre, vers le haut, en grands caractères, le mot « Stop » en noir ou en bleu foncé, en anglais ou dans la langue de l’État intéressé.
En 1993, les états signataires de la convention de Vienne ayant adopté le signal B2b pour les panneaux d'arrêt étaient les suivants : Cuba, Pakistan et Saint-Marin.

## «Route à priorité»
Le signal « Route à priorité », codifié B3 dans la convention de Vienne, a la forme d’un carré dont une diagonale est verticale. Le listel du signal est noir ; le signal comporte en son centre un carré jaune ou orange avec un listel noir ; l’espace entre les deux carrés est blanc.
La longueur du côté du signal de dimensions normales est d’environ 0,50 m ; celui des signaux de petites dimensions ne doit pas être inférieur à 0,35 m.

## «Fin de priorité»
Le signal « Fin de priorité », codifié B4 dans la convention de Vienne, est constitué par le signal B3 ci-dessus auquel est ajoutée une bande médiane perpendiculaire aux côtés inférieur gauche et supérieur droit, ou une série de traits noirs ou gris parallèles formant une bande du type sus-indiqué.

## «Priorité à la circulation venant en sens inverse»
Ce signal, codifié B5 dans la convention de Vienne, notifie l’interdiction de s’engager dans un passage étroit tant qu’il n’est pas possible de traverser ledit passage sans obliger des véhicules venant en sens inverse à s’arrêter. Une priorité est ainsi donnée à un sens de circulation lorsque le croisement dans un passage étroit est difficile.
Ce signal est circulaire à fond blanc ou jaune avec bordure rouge ; la flèche indiquant le sens prioritaire est noire et celle qui indique l’autre sens est rouge. Il est employé simultanément avec le signal B6 dans le sens opposé.

## «Priorité par rapport à la circulation venant en sens inverse»
Ce signal, codifié B6 dans la convention de Vienne, indique aux conducteurs parvenant à un passage étroit, qu'ils ont la priorité par rapport aux véhicules venant en sens inverse.
Il est rectangulaire à fond bleu ; la flèche dirigée vers le haut est blanche, l’autre rouge.
Il est employé simultanément avec le signal B5 dans le sens opposé.

## Typologie de certains pays
Selon la convention de Vienne, seuls les six signaux présentés ci-dessus sont considérés comme appartenant à la famille des signaux de priorités en ce qu'ils qualifient de fait la nature de la priorité que doit respecter le conducteur. Mais certains pays, comme la France, intègrent dans la famille des signaux de priorité les signaux avertissant de cette priorité. Dans la convention de Vienne, ces signaux de pré-signalisation sont en fait classés dans la famille des signaux de danger.